# Грибановский (посёлок городского типа)

Вид на посёлок

Гриба́новский — посёлок городского типа в Воронежской области России.
Административный центр Грибановского района и Грибановского городского поселения.
Население — 14 485 чел. (2025).

## География
Расположен в 200 км к востоку от Воронежа. Железнодорожная станция Грибановка на линии «Поворино—Грязи». Через посёлок проходит автотрасса А144 «Курск—Воронеж—Саратов».

### Климат
Климат Грибановского — умеренно континентальный, с холодными, продолжительными зимами и жарким, засушливым летом с большим суточным ходом температуры.
| Показатель                     | Янв.  | Фев.  | Март | Апр. | Май  | Июнь | Июль | Авг. | Сен. | Окт. | Нояб. | Дек. | Год  |
| ------------------------------ | ----- | ----- | ---- | ---- | ---- | ---- | ---- | ---- | ---- | ---- | ----- | ---- | ---- |
| Средний суточный максимум, °C  | −6,3  | −5,4  | 0,1  | 12,5 | 21,1 | 24,9 | 26,5 | 25,4 | 19,0 | 10,1 | 2,0   | −3,1 | 10,6 |
| Средняя температура, °C        | −9,8  | −9,1  | −3,4 | 7,6  | 15,1 | 19,0 | 20,7 | 19,5 | 13,6 | 6,1  | −0,9  | −6,1 | 6,0  |
| Средний суточный минимум, °C   | −13,3 | −12,8 | −6,9 | 2,7  | 9,2  | 13,1 | 14,9 | 13,7 | 8,3  | 2,1  | −3,7  | −9   | 1,5  |
| Норма осадков, мм              | 40    | 28    | 28   | 31   | 39   | 54   | 58   | 44   | 44   | 41   | 49    | 48   | 504  |
| Источник: Климат Грибановского |       |       |      |      |      |      |      |      |      |      |       |      |      |

## История
Основан в 1703 как село Большая Грибановка в составе Больше-Грибановской волости Борисоглебского уезда Тамбовской губернии. Название селу дал Пётр I в честь реки Грибань, река была судоходная, на данный момент обмелела и высохла, оставив после себя сеть оврагов и прудов. Предположительно, первыми поселенцами были крестьяне, обосновавшиеся на местных землях, «пожалованных» Петром I своему главному соратнику и фавориту — «Светлейшему князю» Александру Меншикову.
В 1898 году в Грибановском была построена каменная церковь Богоявления Господня, сохранившаяся до наших дней.
Статус посёлка городского типа присвоен с 1957 года.
В посёлке родился Герой Советского Союза Пётр Никонорович Кононыхин.

## Население
| 1959    | 1970    | 1979    | 1989    | 2002    | 2009    | 2010    |
| ------- | ------- | ------- | ------- | ------- | ------- | ------- |
| 15 928  | ↗17 219 | ↘16 410 | ↗17 122 | ↗17 461 | ↘16 633 | ↘15 686 |
| 2012    | 2013    | 2014    | 2015    | 2016    | 2017    | 2018    |
| ↘15 513 | ↘15 374 | ↘15 272 | ↘15 255 | ↘15 139 | ↘15 040 | ↘14 888 |
| 2020    | 2021    | 2025    |         |         |         |         |
| ↘14 652 | ↗14 830 | ↘14 485 |         |         |         |         |

Национальный состав
По итогам переписи населения 2020 года проживали следующие национальности (национальности менее 0,1 % и другое, см. в сноске к строке «Другие»):
| Национальность | Численность, чел. | Доля     |
| -------------- | ----------------- | -------- |
| Русские        | 14 352            | 96,78 %  |
| Цыгане         | 96                | 0,65 %   |
| Таджики        | 58                | 0,39 %   |
| Узбеки         | 38                | 0,26 %   |
| Украинцы       | 31                | 0,21 %   |
| Татары         | 22                | 0,15 %   |
| Армяне         | 16                | 0,11 %   |
| Другие         | 217               | 1,45 %   |
| Итого          | 14 830            | 100,00 % |

## Экономика
- Грибановский машиностроительный завод (основан в 1928 году): оборудование для нефтегазовой и химической промышленности[23][24]
- Сахарный завод, основан в 1847 г.[25] купцом Алексеем Петровичем Хренниковым (1788-1865)[26]. С 2007 г. входит в состав ГК АСБ.
- деревообрабатывающие комбинаты
- ПАТП
- ООО «Грибановский ХПП» (хранение и санитарная обработка зерновых)
- Станция по борьбе с болезнями животных

## Люди, связанные с посёлком
- Григорьевский, Иван Фёдорович (1901, село Большая Грибановка — 1982) — участник Великой Отечественной войны, генерал-лейтенант, Герой Советского Союза
- Кононыхин, Пётр Никонорович (1912, село Большая Грибановка — 1960) — участник Великой Отечественной войны, Герой Советского Союза
- Улитина, Нина Ивановна, с 1939 года по 1941 год работала преподавателем английского языка в селе Большая Грибановка.
- Хохлов Юрий Михайлович (1967—2022), генеральный директор ГК АСБ[27]. В 2007 г. по его решению агрохолдингом выкуплен Грибановский сахарный завод, находившийся на грани закрытия[28][29]. Провел модернизацию предприятия, создал заводскую свеклозону[30]. Выступил как инициатор и содействовал историческим исследованиям о Грибановском сахарном заводе, его основателе купце Алексее Петровиче Хренникове (1788—1865)[26] и семье Хренниковых[31].